# Mi novia se me está poniendo vieja
"Mi Novia Se Me Está Poniendo Vieja" é uma canção de pop latino gravada pelo cantor e compositor guatemalteca Ricardo Arjona para seu décimo terceiro álbum de estúdio, Independiente (2011). Foi composta pelo próprio Arjona e produzida com o auxilio de Dan Warner e Lee Levin. Foi lançada como terceiro single do álbum em 8 de maio de 2012. A canção foi usada pela empresa de telecomunicações norte-americana AT&T em um comercial promovendo o smartphone Nokia Lumia 900 e interpretada na excursão musical Metamorfosis World Tour. Um vídeo acompanhante gravado no Universal Studios, Los Angeles, foi lançado tendo como protagonizantes Arjona e seu filho Ricardo Arjona Jr.

## Antecedentes

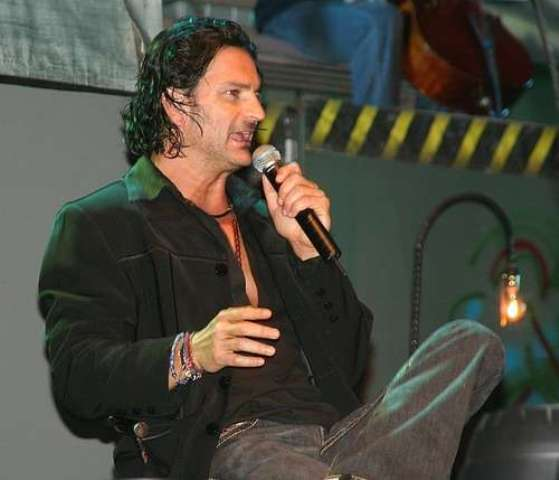
Em 2011, Arjona fundou sua própria gravadora, Metamorfosis.

Independiente é o primeiro álbum de Arjona lançado como artista independente, através de sua própria gravadora, uma empresa que ele criou para reorientar sua carreira. Presidida por Arjona e alguns amigos, Metamorfosis está localizada em Miami, Cidade do México, e também inclui o fotógrafo e diretor Ricardo Calderón, o executivo da Universal Music do México Humberto Calderón e Miriam Sommerz da BMG. Embora o álbum seja comercializado com o novo selo, a distribuição foi feita pela Warner Music. Sobre o selo próprio, Arjona comentou: "Dentro da palavra independente, a liberdade soa extrema, mas há uma quantidade enorme de compromisso e responsabilidade para administrar, da melhor maneira possível, essa independência."
Todo o Independiente foi composto e escrito dentro de um ano, e marca a quarta vez que Arjona colaborou com Tommy Torres na escrita, composição, produção e backing vocals. Os outros três álbuns em que os dois artistas trabalharam juntos são Quién Dijo Ayer, no qual Torres ajudou a produzir os singles "Quién" e "Quiero", e trabalhou em novas versões dos hits de Arjona; 5to Piso e Adentro, respectivamente. Além disso, no álbum, Arjona retornou à sua marca registrada, que Torres ajudou a elaborar desde os seis anos, após a drástica mudança que ele fez em Poquita Ropa. Nesse álbum, o artista fez uso dos poucos instrumentos possíveis, simplificando o seu som, e introduzindo o que ele chamou de uma "versão reduzida de sua música".
Semanas antes do lançamento do Independiente, Arjona publicou uma carta na qual ele falou sobre suas relações passadas com gravadoras. Na carta, ele revelou que entrou em sua primeira gravadora como uma troca, comentando: "Um produtor, amigo meu, lhes disse que [a gravadora] não assinaria com ele, pois tinha dois novos artistas [na época], e que ele recebeu a porcentagem dos direitos mínimo mesmo de seus álbuns mais bem sucedidos." A revista Billboard observou que, embora outros grupos decidiram lançar de forma independente suas obras depois de ter um contrato com grandes gravadoras, Arjona é de longe o mais importante artista no pop latino a seguir esta tendência.

## Composição
"Mi Novia Se Me Está Poniendo Vieja" é uma balada de pop latino com duração de cinco minutos e doze segundos. Ela foi composta dentro de um ano, bem como o resto do Independiente, e foi produzida por Arjona, juntamente com colaboradores de longa data Dan Warner, Lee Levin e Dan Rudin. Uma versão no piano da canção foi gravada no Jocoteco Studios, Cidade do México e foi incluída como a última faixa do álbum. Esta versão foi produzida por Arjona e Victor Patrón, este último também tocou piano, o único instrumento presente nesta versão da canção.
Arjona escreveu a música para sua mãe, Morales Noemi. Ela disse que não gosta da faixa, porque a faz chorar. Ele disse que, "escreveu a canção como um presente para sua mãe no dia das mães e duas irmãs (dois anos antes) [...] e eu pensei que a ideia de incluir no álbum era muito boa." Liricamente, "Mi Novia Se Me This Poniendo Vieja" gira em torno de como um filho olha para a mãe diante de uma perspectiva sentimental, com Arjona cantando: "She loves me either if i gor as a guerrilla, or I won the Nobel Prize for Peace / She does't care if i'm last or first, if i'm going as a conformist or as tenacious." Ele também disse que nunca pensou em incluir a canção em um álbum, tal como aconteceu com seu single "Señora De Las Cuatro Decadas" do álbum Historias em 1994.

## Lançamento e promoção

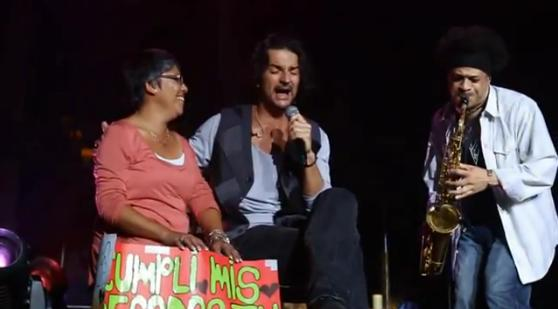
Ricardo Arjona in 2012, singing "Señora de las 4 Décadas" in Santiago de Chile.

Em 25 de abril, Arjona começou a promoção da faixa, publicando em seu site uma pré-visualização do vídeo da música, que foi lançado poucos dias depois, em 30 de Abril de 2012. Ele foi concebido para ser um single promocional, para coincidir com o Dia das Mães, e foi lançado nos Estados Unidos e México para download digital em 08 de maio de 2012.

### Vídeo musical
O vídeo da música foi filmado na Universal Studios em Los Angeles, e é protagonizado pelo cantor e seu filho Ricardo Arjona Jr. Foi dirigido por Robert García. O vídeo foi lançado em 29 de abril de 2012. Nela, Arjona é visto caminhando ao longo de uma cidade. Enquanto ele anda com um violão no ombro, na estrada da cidade, ele encontra com muitas pessoas, incluindo um músico e um policial ao recordar memórias do passado de sua vida.

### Apresentações ao vivo e uso na mídia
"Mi Novia Se Me Está Poniendo Vieja" esteve no repertório para um programa de televisão em 2011. O especial incluía cantores convidados como Gaby Moreno e Ricky Muñoz da banda mexicana Intocable e Paquita la del Barrio. Transmitido pela Televisa, o programa foi feito para mostrar lançar as novas quatorze canções incluídas no Independiente. Ricky Muñoz comentou que estava "feliz em fazer as coisas para Ricardo [Arjona]" e exaltou que se conheceram "há algum tempo" e que era "uma situação muito especial." O show foi posteriormente transmitido em 05 de novembro de 2011 pelo Canal de las Estrellas. A música também está presente no repertório de sua turnê em andamento Metamorfosis World Tour. Ela é interpretada, em um dos ambientes do concerto, ao lado das canções "Um Solo Acompañame Estar", "Dime Que Não", "Como Duele" e "Señora De Las Cuatro Décadas".
"Mi Novia Se Me Está Poniendo Vieja" foi usada pela empresa de telecomunicações norte-americana AT&T em um comercial promovendo o smartphone Nokia Lumia 900. Intitulado "The Shoot", na vista, que também dispõe de Arjona, mostra como um adolescente usa seu smartphone Nokia Lumia 900 para ver a interpretação do cantor, e depois mostrá-la à sua mãe. O comercial foi, assim como a música, lançado para coincidir com o Dia das Mães.

## Créditos de elaboração
Todo o processo de elaboração da canção atribui os seguintes créditos pessoais:
Gravação
- "Mi Novia Se Me Esta Poniendo Vieja" (Versão piano) foi gravada no Jocoteco Studios, Cidade do México.

Versão do álbum
- Ricardo Arjona — vocais
- Brian Lang — contrabaixo, assistente de engenharia
- Lee Levin — baixo, percussão, assistente de gravação
- Dan Warner — guitarra, assistente de gravação
- Chris McDonald — acorde, maestro
- Pamela Sixfin — violino
- David Angell — violino
- James Grosjean — viola
- Anthony LaMarchina — cello
- Carlos Cabral "Junior" — assistente de gravação
- Isaías García — assistente de engenharia
- Dan Rudin — assistente de engenharia
- David Thoener — assistência de mistura

Versão do piano
- Ricardo Arjona — vocais
- Victor Patrón — piano
- Isaías García — assistente de engenharia
- Ben Wisch — assistência de mistura
- Isaías García — assistente de engenharia

## Posições
| Tabela (2012)                                | Melhor posição |
| -------------------------------------------- | -------------- |
| Estados Unidos (Billboard Hot Latin Songs)   | 44             |
| Estados Unidos (Billboard Latin Pop Airplay) | 40             |

## Histórico de lançamento
| País           | Data              | Formato          | Gravadora                   |
| -------------- | ----------------- | ---------------- | --------------------------- |
| Estados Unidos | 8 de maio de 2012 | Download digital | Metamorfosis / Warner Music |
| México         | 8 de maio de 2012 | Download digital | Metamorfosis / Warner Music |
| Argentina      | 8 de maio de 2012 | Download digital | Metamorfosis / Warner Music |
| Chile          | 8 de maio de 2012 | Download digital | Metamorfosis / Warner Music |
| Venezuela      | 8 de maio de 2012 | Download digital | Metamorfosis / Warner Music |